# بهرام دهقانیار
بهرام دهقانیار (زادهٔ ۱۶ تیر ۱۳۴۴ در تهران)موسیقی‌دان، آهنگساز و نوازندهٔ پیانو اهل ایران است.

## زندگی‌نامه
بهرام دهقانیار ۱۶ تیر سال ۱۳۴۴ در تهران متولد شد. او فرزند کوچکتر خانواده چهارنفره دهقانیار است. آشنایی او با موسیقی و ساز تخصصی‌اش پیانو به دوران خردسالی بازمی‌گردد. او خود در این مورد چنین می‌گوید: «آشنایی من با ساز از اینجا شروع شد که برای برادرم کادوی تولد یک ساز هدیه آوردند و والدین من وقتی دیدند من با این ساز نواهای منطقی می‌نوازم مرا تشویق به نواختن کردند و برای من یک پیانو خریدند.» پدرش یک پیانوی یاماها به عنوان هدیه تولد نه سالگی برای او خریداری کرد که این پیانو هنوز یار قدیمی و دوست داشتنی اوست. بهرام نوازندگی پیانو را از همان دوران به صورت جدی آموخت و از آنجا با دستگاه‌ها و گوشه‌های موسیقی ایرانی آشنا شد. در برنامهٔ زنده آهنگ که در تاریخ ۱۲ دی ماه ۱۳۹۶ انجام شد، بهرنگ تنکابنی با بهرام دهقانیار به گفت‌وگو نشست. در اسفند ۱۳۹۶ آلبوم موسیقی «بشنو از نو» با تنظیم بهرام دهقانیار توسط نشر و پخش جوان منتشر شد.
او در سال ۱۴۰۰ با بنیاد شهید انقلاب اسلامی به عنوان داور جشنوارهٔ «نوای مهر» و با جشنوارهٔ موسیقی فجر به عنوان یکی از اعضای هیئت انتخاب آثار و گروه‌ها، به همکاری پرداخت.

## تحصیلات
وی از سن ۷ سالگی شروع به فراگیری پیانو نمود و دروس تئوری را نیز نزد مهران روحانی و ردیف نوازی موسیقی را نزد اسماعیل دیبا (از شاگردان مرتضی محجوبی) آموخت و آموزش نوازندگی پیانو زیر نظر آموزگارانی چون: خانم‌ها میرزاجانیان و مهرک صفائیه و آقای دودانگه بود. او در سال ۱۳۶۸ به آلمان سفر کرد و تا سال ۱۳۷۳ در کنسرواتوار فرانکفورت تحصیلات موسیقی را در رشته‌های پیانو و آهنگسازی ادامه داد و سپس به ایران بازگشت.

## سبک موسیقی
وی را می‌توان یکی از پیشگامان استفاده از موسیقی الکترونیک در ایران دانست. به عنوان نمونه می‌توان به موسیقی سریال همسران اشاره کرد که در زمان ساخت، از نظر سبک و استفاده از صداهای الکترونیک، با سایر موسیقی‌های تولید شده متفاوت بود.

## آهنگسازی و تنظیم
| خواننده      | نام ترانه | ترانه‌سرا    | آهنگساز        | تنظیم          |
| ------------ | --------- | ----------- | -------------- | -------------- |
| مانی رهنما   | پرنده     | شهین حنانه  | بابک بیات      | بهرام دهقانیار |
| مانی رهنما   | گلایه     | بابک صحرایی | بهرام دهقانیار | بهرام دهقانیار |
| مانی رهنما   | قاب عکس   | بابک صحرایی | بابک بیات      | بهرام دهقانیار |
| حمیدرضا حامی | ستاره     | داوود بصیری | حامی           | بهرام دهقانیار |

## سریالهای تلویزیونی
- هیئت مدیره (۱۳۹۷)[۹]
- صفر بیست و یک (۱۳۹۹)
- در حاشیه (۱۳۹۴)
- آب‌پریا (۱۳۹۲)
- ویلای من (۱۳۹۱)
- قهوه تلخ (موسیقی تیتراژ اول) (۱۳۸۹)
- همه بچه‌های من (۱۳۸۸)
- مرد هزارچهره (۱۳۸۷)
- گنج مظفر (۱۳۸۶)
- کتاب‌فروشی هدهد (۱۳۸۵)
- باغ مظفر (۱۳۸۵)
- شب‌های برره (۱۳۸۴)
- کمربندها را ببندیم (۱۳۸۳)
- هتل (۱۳۷۷)
- خانه سبز (۱۳۷۵)
- تهران ۱۱- ۵۹۵ ج ۴۸ (۱۳۷۵–۱۳۷۶)
- همسران (۱۳۷۳)
- قصه‌های تابه‌تا (۱۳۷۳)
- پدرسالار (۱۳۷۲)
- این خانه دور است (۱۳۷۰)
- زیر گنبد کبود (۱۳۶۶)
- خونهٔ مادربزرگه (۱۳۶۶)

## فیلمهای سینمایی
دهه نود
- شهر موش‌ها ۲ (۱۳۹۳)

دهه هشتاد
- آقای هفت رنگ (۱۳۸۷)[۱۰]
- سرقت (تله فیلم) (۱۳۸۷)
- مادر (تله فیلم) (۱۳۸۶)
- مقلد شیطان (۱۳۸۵)
- نوازنده (تله فیلم) (۱۳۸۵)
- محیا (۱۳۸۶)
- رازها (۱۳۸۳)
- در به درها (۱۳۸۳)

دهه هفتاد
- آسمان پرستاره (۱۳۷۸)
- عشق شیشه‌ای (۱۳۷۸)
- لژیون (۱۳۷۷)
- آنسوی آینه (۱۳۷۶)
- تارهای نامریی (۱۳۷۶)
- شاهرگ (۱۳۷۶)
- ابراهیم(۱۳۷۵)
- جهنم سبز (۱۳۷۴)
- شاخ گاو (۱۳۷۴)
- الو الو من جوجوام (۱۳۷۳)
- شهر در دست بچه‌ها (۱۳۷۲)

دهه شصت
- ارثیه (۱۳۶۷)